# 司法大廈
司法大廈，原稱台北高等法院，現今中華民國司法院所在地，是一棟位於中華民國臺北市中正區的衙署建築。
司法大廈是一座以「日」字型平面設計的4層高建築，為台灣總督府營繕課建築師井手薰的作品，屬折衷主義建築，以鋼筋混凝土作為結構，外牆貼有淺綠色的毛面面磚；委託台北桂商會、池田組於1929年起造、1934年落成。
最初的司法大廈作為台灣總督府高等法院、檢察局及台北地方法院使用；隨著日本戰敗，中華民國政府遷台，司法大廈遂作為司法院辦公大樓使用至今。

## 歷史
台灣日治時期的初期，日本在台灣的司法機關設於北門的一處城隍廟；然而，隨著司法業務的日漸繁重，興建大型官署建築取代原先城隍廟的構想正式被提出、採行。最後，在日本建築師井手薰的設計下，在台北武廟遺址，由池田組及台灣本土的台北桂商會共同負責的司法大廈工程，便於1929年正式動工，進行了5年的工事才得讓工程於1934年完竣，並作為台灣總督府高等法院、檢察局、台北地方法院的辦公處所使用。
隨著1945年日本投降、中華民國接收台灣，1950年代，原先被稱為「台北高等法院」的這棟衙署建築，正式被改稱為現今的「司法大廈」，並供司法院等機關進駐使用，於1998年7月30日獲內政部「台內民字第8778042號函」指定為國定古蹟至今。

## 建築

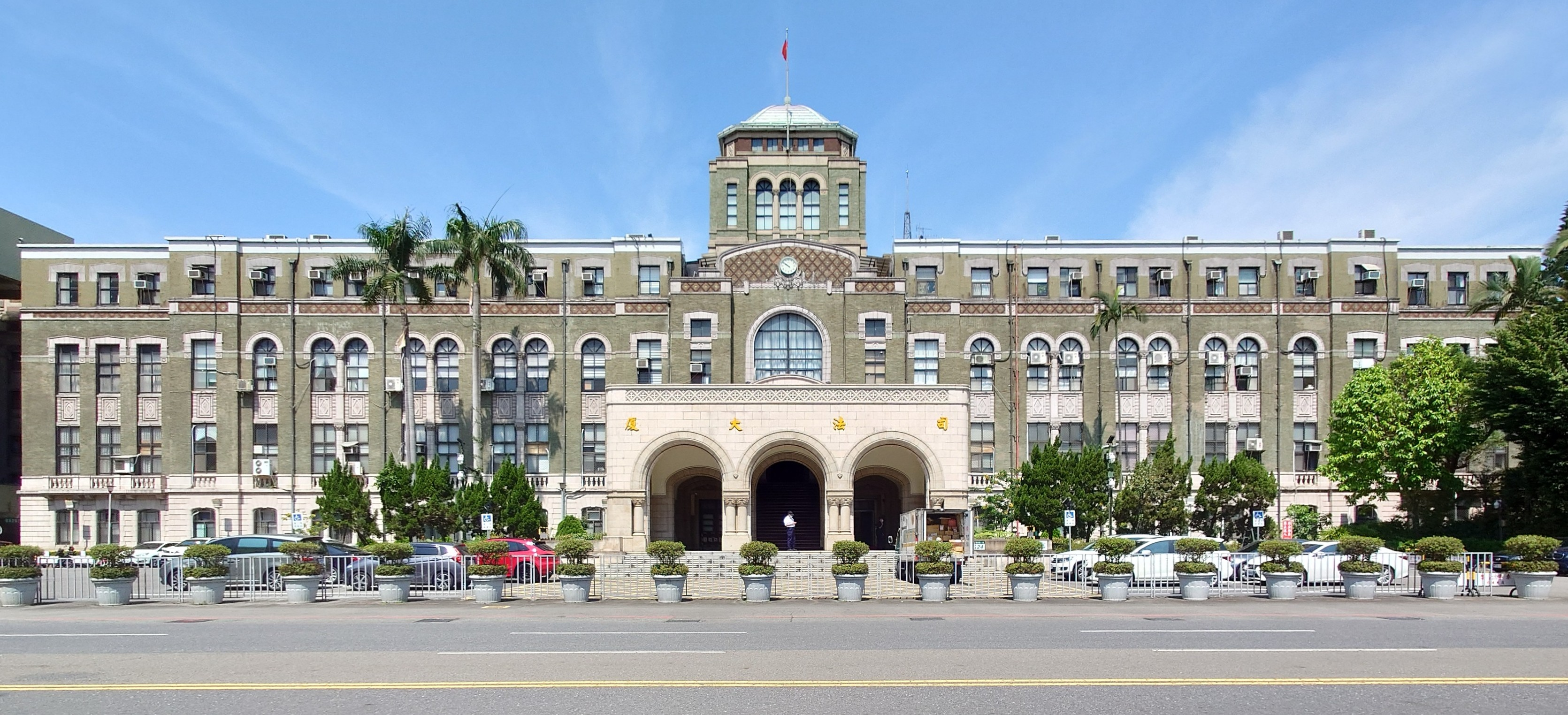
司法大廈正面全貌

### 基地
司法大廈的建築基地，原先是一處與現今台北市立第一女子高級中學比鄰的關廟，為新建法院而於1929年拆除充作建築基地使用。司法大廈今坐落於總統府右側。

### 設計
由建築師井手薰所設計的司法大廈，屬折衷主義建築，以仿羅馬風格搭配日本趣味風格設計，帶有些許文藝復興氣息，各層樓面積都達到了1,800餘坪。建築規畫上，司法大廈的平面呈現「日」字型，設置兩座採光用的天井，1977年增建後自原先的三層達到四層的高度。建築主體以鋼筋混凝土結構興建。
屬於過渡期建築的司法大廈，捨棄了繁複、華麗的建築設計，改以簡潔、明朗的設計風格。從正面看去司法大廈，鐘樓底部的外型以簡化山牆設計，運用幾何圖形呈現被稱為「鳳梨花」的菱形格樣式；二樓的窗戶下方，使用了融合桂冠花環、竹節的圖形作為造型；一樓門廊的外型，則以伊斯蘭教的三圓心弧拱搭配裝飾有羅曼式花的雙柱呈現；外牆部分的淺綠色毛面的面磚，則具有防反光、防空效果。
位於中央塔、高達31.8公尺的興亞式屋頂，則是司法大廈外觀上的最大特點，位於中央塔的興亞式屋頂為一座八角形的尖頂，屋頂四周呈現出波浪曲線，略帶有中國建築的風格；這座興亞式屋頂，除能展現司法大廈作為司法機關建築的權威性外，也被認為隱含日本軍國主義侵略擴張的意圖。
而在內觀部分，一樓設有樓梯通往二、三樓，以產自花蓮的大理石裝飾樓梯兩側及八角形的柱子，二樓迴廳矮牆上則裝飾有八角燈。而司法大廈對於大理石的採用，也成為了台灣建築史上前所未見的先例，被認為具有高度的指標性。

## 設施配置
司法大廈的設施配置，日治時期一樓部分以倉庫、工友值班及服務性空間為主，二樓作地方法院的辦公室、法庭使用，三樓為高等法院的辦公室、法庭。戰後司法大廈街廓裡陸續增建最高行政法院大廈、臺灣高等法院刑事庭大廈與資訊大樓等成為司法合署辦公區。目前配置為（此處並未介紹街廓周邊的臺灣高等法院民事庭大廈、最高法院、司法新廈、原國防部博愛大樓等司法建築）
司法大廈（中央─東側）
- 四樓：懲戒法院、司法院大法官辦公室
- 三樓：懲戒法院、司法院、中央大禮堂
- 二樓：臺灣高等檢察署第一辦公室、司法院
- 一樓：臺灣高等檢察署第一辦公室、司法院、倉庫

最高行政法院大廈（南側）
- 三樓：最高行政法院法庭、大法庭
- 二樓：最高行政法院
- 一樓：最高行政法院法庭

臺灣高等法院刑事庭大廈（西側）
- 四樓：臺灣高等法院刑事庭辦公室
- 三樓：臺灣高等法院刑事庭
- 二樓：臺灣高等法院刑事庭
- 一樓：臺灣高等檢察署第一辦公室、臺灣高等法院聯合服務中心、法警室、司法院收發、懲戒法院收發、郵局

資訊大樓（東南側）
- 三樓：臺灣高等檢察署第二辦公室
- 二樓：臺灣高等檢察署第二辦公室
- 一樓：臺灣高等檢察署第二辦公室